# Man Man
Man Man är en musikgrupp från Philadelphia, Pennsylvanien, USA. Deras musik har beskrivits som "Viking-Vaudeville" och "Gypsy Manic Jazz" (zigenarmanisk jazz). Man Man är kända för sina sprudlande liveuppträdanden. När de uppträder har bandmedlemmarna vita kläder och har krigsmålningar. Innan bandet kallades Man Man, hette det Gamelon och kortvarigt Magic Blood. 
Under 2007 turnerade Man Man ihop med Modest Mouse en del, vilket gjorde att ögonen öppnades mer för gruppen. Lite senare började Nike sända en reklamvideo, gjord av Rainn Wilson, med Man Mans "10 lb Mustache" som bakgrundsmusik. Sången användes i TV-serien Weeds (3:e säsongen, 8:e avsnittet), tillsammans med låtarna "Feathers" och "Engwish Bwudd". 
Man Man är känt för att använda flera instrument, med fokus på sångaren, Honus Honuss, pianospel, ackompanjerad av sång och andra instrument spelade av andra bandmedlemmar. På inspelningarna använder Honus ofta ett Honky tonk-piano, men under spelningarna använder han oftast ett Rhodes-piano. Andra instrument som spelas av resten av gruppen är bland annat: klarinett, microKORG, sousafon, saxofon, flöjt, trummor, eufonium, Fender Jazz Bass, Danelectrogitarr, xylofon, melodica och andra slaginstrument, däribland burkar och kastruller. 
Albumnamnet, Six Demon Bag, från 2006 kommer från ett citat ur filmen Big Trouble in Little China. 

## Diskografi
Studioalbum
- (2004) The Man In a Blue Turban With a Face
- (2006) Six Demon Bag
- (2008) Rabbit Habits
- (2011) Life Fantastic
- (2013) On Oni Pond

EP
- (2004) Man Man EP
- (2008) Little Torments

Singlar
- (2011) Knuckle Down
- (2013) Head On (Hold On To Your Heart)